# Captiva (Florida)
Captiva is een plaats (census-designated place) op het eiland Captiva in de Amerikaanse staat Florida, en valt bestuurlijk gezien onder Lee County.

## Demografie
Bij de volkstelling in 2000 werd het aantal inwoners vastgesteld op 379.

## Geografie
Volgens het United States Census Bureau beslaat de plaats een oppervlakte van
27,2 km², waarvan 3,2 km² land en 24,0 km² water. Captiva ligt op ongeveer 0 m boven zeeniveau.

## Plaatsen in de nabije omgeving
De onderstaande figuur toont nabijgelegen plaatsen in een straal van 24 km rond Captiva.